# -apa
-apa ist ein westeuropäischer Flussnamenstypus, der aus der germanischen Sprachfamilie stammt. Abgeleitete Formen sind -epe, -ep, -p, -afa, -af, -ef und -f. Sein Verbreitungsgebiet liegt hauptsächlich im nordwestlichen Deutschland, der Niederlande, Belgien und Nordfrankreich.

## Herleitung
Eine vollständig widerspruchsfreie philologische Herleitung des Wortes ist noch nicht erfolgt, da die -apa-Namensgruppe grammatisch sowohl als Namensuffix wie auch als selbstständiger Appellativ vorkommt. Als eine reine Suffixform wäre der Ursprung von -apa  analog zu den -ara- oder -isa-Namensuffixen mit großer Wahrscheinlichkeit vorgermanischen Ursprungs. Heinrich Dittmaier zeigte aber in seinen Untersuchungen auf, dass -apa-Namen auch als Bestimmungsworte und Simplexe nachweisbar sind.
Wie bei anderen Flussnamentypen ist eine prähistorische Verwendung als Toponym im westeuropäischen Raum über die Zeit der Völkerwanderung hinaus nicht nachweisbar, so dass laut Dittmaier ein vorgermanischer Ursprung nicht mit Bestimmtheit festgelegt werden kann. Eine gemeinsame indogermanische Wurzel hxap mit dem Wort Ap aus dem Sanskrit ist jedoch nicht unwahrscheinlich. Der Onomastiker Jürgen Udolph sieht in den Gewässernamen auf -apa eine direkte Ableitung vom indogermanischen *ap-/ab- für 'Wasser, Fluss' (hieraus lateinisch amnis < *abnis und altirisch  'ab'). 
Vermutlich ist ein urgermanischer Wortstamm *apō als Appellativ für Fluss, Bach oder Wasser Ursprung des Toponyms. Er steckt gemäß Dittmaier auch im norwegischen Ortsnamen Oppedalen und im schwedisch-mundartlichen Wort afse 'kleiner Bach'. Die appellative Bedeutung entfiel im deutschen Sprachraum bereits früh, vermutlich bereits vor dem Althochdeutschen und bedrängt durch gleichbedeutende, ebenfalls altgermanische Appellativa wie ahwa (Fluss, Wasser, Aue) oder baki (Bach), aus dem aktiven Wortschatz und fand lediglich noch als Namensuffix in der mittelalterlichen Siedlungsperiode Verwendung.
Eine auch diskutierte keltische Herkunft wird in der Fachwelt überwiegend verworfen. Ein Argument ist, dass die Bestimmungswörter in den allermeisten Fällen germanisch erklärbar sind. 

## Vorkommen
Zahlreiche rheinisch-westfälische Gewässernamen und davon abgeleitete Ortsnamen sind auf die -apa-Namensgruppe zurückzuführen, beispielsweise Aap, Olpe, Dörpe, Drespe, Epe, Hennef, Honnef, Horpe, Ennepe, Milspe, Gelpe, Linnepe, Linnefe, Lennep, Linnep, Marpe, Morp, Fahrentrappe, Rospe oder Welpe.